# Roland Taylor
Roland Morris „Fatty” Taylor (ur. 13 marca 1946 w Waszyngtonie, zm. 7 grudnia 2017 w Denver) – amerykański koszykarz, występujący na pozycji rozgrywającego.

## Osiągnięcia
NCAA
- Uczestnik turnieju NCAA (1968)

ABA
- Zaliczony do I składu defensywnego ABA (1973, 1974)[2][3]